# Amphimedon massalis
Amphimedon massalis es una especie de esponja de la familia Niphatidae. El cuerpo de la esponja consta de agujas de sílice y fibras de esponja y es capaz de absorber mucha agua.